# 平面設計師
平面设计师指的是平面设计和平面艺术行业的從業人員和专业人士，他们将图像、动态图形通過排版组合在一起，设计出一件創意作品。平面设计师主要活躍在出版、印刷以及電子傳媒、小册子和广告設計領域。他们有时也负责插圖、用户界面和网页设计。